# Пригоди капітана Врунгеля (мультсеріал)
«Пригоди капітана Врунгеля» (рос. Приключения капитана Врунгеля) — радянський мультсеріал режисера Давида Черкаського, створений за сюжетом повісті «Пригоди капітана Врунгеля» Андрія Некрасова, який знято на студії «Київнаукфільм» з використанням технік перекладки, мальованої мультиплікації та знімальних кадрів.
Складається з 13 серій, які виходили з 1976 по 1979 роки (1–3 серії — 1976-го, 4-6 — 1977, 7-9 — 1978, 10-13 — 1979 рік). Прем'єра відбулася на Центральному телебаченні СРСР під час зимових шкільних канікул у січні 1980 року. На кожну серію було зроблено більше 16 тис. малюнків–перекладок. Серіал насичений пародіями-відсилання до відомих радянських та закордонним фільмів, історичними й релігійними алюзіями.
Серіал існує в оригінальному російському варіанті озвучення. Українськомовний дубляж відсутній.
Займає 18-ту позицію у списку 100 найкращих фільмів в історії українського кіно.

## Сюжет
Старий морський вовк капітан Врунгель приймає запрошення взяти участь у міжнародній вітрильній регаті. Однак у порту відправлення на борт його яхти «Біда» потрапляє викрадена з музею статуя Венери, на яку полюють не тільки правоохоронні органи в особі агента Нуль-нуль-ікс (пародія на агента 007), але й безжалісні гангстери Джуліко Бандітто та Де ля Воро Гангстерітто, що працюють на загадкового Шефа.
1 серія
Колишній морський капітан Христофор Боніфатійович Врунгель викладає навігацію у водному училищі, де намагається донести знання до спритного, але досить несхильного до наук учня Лома. Під переекзаменування вдало приходить пропозиція взяти участь у міжнародній вітрильній регаті для однощоглових яхт навколо світу, яку влаштовує закордонний яхт-клуб. Врунгель дає свою згоду на участь, учень Лом стає його помічником. Свіжопобудованій яхті дають назву «Перемога» (рос. «Победа»). Однак під час спущення її на воду, дві перші літери відпадають — газети фіксують старт яхти «Біда» (рос. «Беда»).
Команда у відкритому морі потрапляють у приплив, та змушені втратити час на очікування відливу.
2 серія
Під час відпливу Врунгель і Лом застряють у фіорді, а пізніше, коли рівень моря прийшов до норми, замість того, щоб набрати на березі запасів питної води, вони рятують білок з палаючого лісу. Після прибуття до місця старту регати Врунгель намагається здати білок в зоопарк, але без документів це йому не вдається. Тим часом в Королівському музеї мистецтв міста, де проводиться регата, сторож Фукс за дорученням Арчибальда Денді, спікера яхт-клубу і одночасно шефа гангстерів, викрадає статую Венери. Справа про цей злочин розслідує Агент Нуль-Нуль-Ікс. Незважаючи на закриття кордонів, регату дозволяють.
3 серія
Фукс отримує завдання — пронести футляр від контрабаса, в якому заховано Венеру, на яхту «Чорної каракатиці», капітан і команда якої зв'язана з гангстерами. При урочистому відкритті регати з'ясовується, що екіпаж «Біди» неповний, і потрібен третій чоловік. Лом приводить Фукса, який опинився поблизу. Після старту регати Врунгель виявляє, що Фукс нічого не розуміє в мореплавстві, і береться вчити його. Шеф гангстерів доручає двом підлеглим, Джуліко Бандітто і Де ля Воро Гангстерітто, перехопити статую, яка опинилася у Фукса.
4 серія
Яхта «Біда» вирвалася в лідери, але її повертає в порт митна поліція, попереджена директором зоопарку про «незаконне провезення білок». Врунгель демонструє використання білок як ходових машин. Два гангстери стежать за яхтою, і їх переслідує Агент Нуль-Нуль-Ікс. «Біда» йде в плавання. За нею на вертольоті кидаються гангстери, а за шасі вертольота чіпляється Агент Нуль-Нуль-Ікс.
5 серія
«Біда» потрапляє в мертвий штиль. Гангстери з вертольота спускають трап і намагаються вихопити у Фукса футляр зі статуєю. Агент Нуль-Нуль-Ікс під дулом пістолета велить вести вертоліт. Лом хапає Фукса за ноги, і «Біда» стрімко обганяє інші яхти. Поблизу оголошують військові маневри, і всі яхти, крім «Біди», звертають убік. При перших залпах ескадри Гангстерітто випускає футляр і повертається в кабіну, де вони разом з Бандітто зв'язують і скидають Агента Нуль-Нуль-Ікс в океан, але той продовжує переслідування.
Капітан Врунгель прив'язує вантаж до щогли, і яхта перевертається, ставши схожою на підводний човен. Ескадра відходить, а «Біда» продовжує плавання, взявши лідерство в перегонах.
6 серія
Команда «Біди» робить зупинку в Єгипті для поповнення запасів провізії і огляду місцевих визначних пам'яток. При відвідуванні піраміди Хеопса Бандітто і Гангстерітто планують ще раз перехопити футляр з Венерою, яку Фукс за телефонною вказівкою шефа гангстерів бере з собою в екскурсію. Гангстерам вдається позбавитися Агента, замурувавши його в гробниці. При відвідуванні командою Врунгеля ринку вони продають їм яйця крокодилів, видавши їх за страусині.
7 серія
Гангстери здійснюють невдалу спробу пробратися вночі на «Біду». Хворий Фукс в маренні нагріває яйця, з яких вилуплюються крокодили. Їх викидають за борт, і Врунгель приймає у Лома переіспитування, що лишалося незакінченим ще до початку регати.
8 серія
Під час перетину екватора Врунгель влаштовує свято Нептуна. Бандітто відпливає з підводного човна і вдає потопаючого, тож команда «Біди» рятує його. Бандітто просить висадити його на острові, де екіпаж потрапляє в засідку і виявляється в кам'яному мішку, а гангстери отримують футляр з Венерою.
9 серія
На острів прибуває Агент Нуль-Нуль-Ікс, який пробирається в замок гангстерів і заарештовує їх, але гангстери звільняються. Екіпаж «Біди» будує пліт з дощок, що лежали в кам'яному мішку. Врунгель відкриває кран з водою, і команда рятується. По дорозі до яхти Лом вривається в замок і хапає футляр зі статуєю. Гангстери сідають на своє судно і кидаються в погоню, майже настигають «Біду», але їхнє судно дає сильний диферент на ніс, гребний гвинт виходить з води і починає діяти як гвинт вертольота, підіймаючи судно в повітря. «Біда» потрапляє в район Антарктиди, і Врунгель тримає курс на айсберг, щоб там запастися водою. Фукс стріляє з рушниці і потрапляє в судно гангстерів. Воно летить вниз і падає на верхівку айсберга, який перевертається, і протилежний кінець, піднявшись з води, піднімає «Біду» вгору. Врунгель вирішує йти до екватора.
10 серія
Джуліко Бандітто і Де ля Воро Гангстерітто за допомогою льодорубів піднімаються до яхти, але пройшовши екватор, «Біда» зривається з айсберга. Екіпаж «Біди» лікує хворого кашалота, який чхає, чому яхта злітає в повітря і, в черговий раз обігнавши інші яхти, падає на вулканічний острів. Там Бандітто і Гангстерітто роблять лазню на основі старого розбитого корабля, щоб закоптити екіпаж «Біди» і знов викрасти Венеру.
11 серія
Заманивши екіпаж «Біди» до лазні, гангстери піддають жару, але острів вибухає, і захоплений раніше футляр знову вислизає з їхніх рук. «Біда» і Лом зникають. Врунгель і Фукс з футляром продовжують плавання на дверях лазні. Фукс зізнається капітану Врунгелю в своєму злочині. Незабаром вони потрапляють на Гавайські острови, де їх приймають за аборигенів, пропонуючи виступити на концерті в місцевому театрі. Під час поїздки Врунгель і Фукс заїжджають на пошту, щоб відправити вміст футляра назад до музею. Гангстери в пошуках «Біди» також опиняються на Гаваях, де вступають в сутичку з Агентом Нуль-Нуль-Ікс.
12 серія
Під час виступу Врунгеля і Фукса бандити проникають за лаштунки, але крадуть футляр зі звичайним контрабасом. Врунгель і Фукс раптово дізнаються, що «Біда» з ломом виявлені на старті заключного етапу гонок і затримані. На частину гонорару вони купують один квиток на літак. У довгому пальті вони проходять на борт. Під час польоту Фукс помічає «Біду». Врунгель, що знаходиться під пальтом, закурює, тютюновий дим включає пожежну сигналізацію, і крісло з Фуксом і Врунгелем катапультуєтся в районі яхти. Гангстери приходять до шефа з, як їм здавалося, Венерою.
13 серія
Врунгель, Лом і Фукс починають фінальну частину плавання. Щоб наздогнати яхти, екіпаж «Біди» використовує залпи пляшок з шампанським як реактивний двигун, і яхта фінішує першою. При врученні призу в яхт-клубі спікер Арчибальд Денді спробував представити команду «Біди» як викрадачів Венери. Врунгель викриває його як шефа гангстерів, пред'явивши поштову квитанцію і показавши, що в футлярі тепер нічого немає.

## Ролі озвучували
Оригінальна російськомовна версія:
- Зиновій Гердт — капітан Врунгель
- Євген Паперний — Лом / Шеф / президент яхт-клубу Арчибальд Денді Есквайер
- Георгій Кишко — Фукс
- Григорій Шпігель — Агент 00X
- Семен Фарада — Джулико Бандито
- Олександр Бурмистров — Де Ля Воро Гангстерито та ін.
- Едуард Назаров — капітан Чорної Каракатиці
- Веніамін Смехов — Адмірал

## Відзнаки
- Приз, IX Всесоюзному фестивалі телевізійних фільмів (Єреван, 1981)
- Міжнародний кінофестиваль телевізійних фільмів в Чехословаччині: приз.
- Приз на 17-ому Міжнародному телевізійному фестивалі «Злата Прага» (Прага, Чехословаччина; 1981)

## Музика і пісні
Музику до цього фільму написав Георгій Фіртич. У фільмі звучали пісні:
1. Пісня Врунгеля. Зиновій Гердт.
2. «Как вы яхту назовёте…» Зіновій Гердт.
3. «Ноль-Ноль-Икс (00X)». Георгій Кислюк.
4. Пісня Фукса. Георгій Кишко.
5. «Большая регата». Євген Паперний та Олександр Бурмистров.
6. Навчання Фукса. Зіновій Гердт і Георгій Кишко.
7. «Бандитто, Ганстеритто». Євген Паперний та Олександр Бурмистров.
8. Іспит Лома. Зіновій Гердт і Євген Паперний
9. Пісня Нептуна. Зіновій Гердт.
10. «Маны, маны, маны, маны». Семен Фарада і Олександр Бурмистров.
11. «Баня». Зіновій Гердт, Євген Паперний та Георгій Кишко.
12. Гавайські частівки. Зіновій Гердт і Георгій Кишко.
13. «Нужен отдых парусам». Зіновій Гердт, Євген Паперний та Георгій Кишко.

Музика і пісні з фільму випускалися фірмою «Мелодія».

## Творча група
- Автори сценарію: Іван Воробйов
- Режисер-постановник: Давид Черкаський
- Художники-постановники: Ніна Гузь, Радна Сахалтуєв
- Композитор: Георгій Фіртич
- Автор текстів песень: Юхим Чеповецький
- Оператори: Леонід Прядкін, Володимир Белорусов
- Звукооператор: Віктор Груздєв
- Художники-мультиплікатори: Наталія Марчєнкова, Олександр Лавров, Константін Чикін, Адольф Педан, Наталия Зурабова, Яків Селезньов, Олександр Татарський, Наталия Бондар, Ігор Ковальов, Володимир Гончаров, Марк Драйцун
- Художники: Марк Драйцун, Володимир Гончаров, Едуард Кірич, Ірина Смірнова, Олександр Корольов, Наталія Чернишова, Олег Охрімець, Тетьяна Лещєнко, Ірина Тюрьмєнко, Радна Сахалтуєв, Іван Будз, Валентина Серцова, Юрій Скирда, Марія Черкаська, Наталія Сапожніков
- Асистенти: Раїса Лумельська, Л. Бернацький, Станіслав Лещенко, Юна Срібницька, Любов Снежко
- Режисер монтажу: Юна Срібницька
- Ансамбль солістов заслуженного государственного сімфонічеського оркестра УРСР
- Диригенти: Н. Басов, Євген Дущенко
- Редактори: Володимир Гайдай, Марина Буличева
- Директор картини: Євген Дубенко

## Похідні твори

### Музична казка
У 1985 році за мотивами однойменної повісті та мультфільму фірмою «Мелодія» випущено російськомовну аудіоказку «Пригоди капітана Врунгеля» на платівках і компакт-касетах «Свема». На відміну від повісті і фільму, казка вкорочена — проте, деякі музичні номери розширені, в порівнянні з їх мультиплікаційними версіями. З огляду на час виходу платівок (на піку антиалкогольної кампанії Горбачова, пляшки з шампанським в сюжеті були замінені на пляшки з лимонадом). Також їх пісні випускалися окремо. Режисером російськомовної аудіоказки став колишній львів'янин Матвій Марголіс.
Ролі озвучували:
- Капітан Врунгель — Зіновій Гердт
- Лом, Спікер — Євген Паперний
- Фукс, Гангстер — Георгій Кишко
- Кореспонденти — Андрій Поддубінський, Матвій Марголіс
- Гангстер — Віктор Іваненко
- Лорд — президент яхт-клубу — Андрій Дмитрук
- Директор Пляжу — Михайло Драновський

### (MC\CD)
У 1995 році аудіовиставу також випущено на компакт-касетах і компакт-дисках компанією «Твик Лирек».

## Релізи
(VHS\DVD; без реставрації)
У 1980-і роки «Відеопрограма Держкіно СРСР» почала випускати мультсеріал «Пригоди капітана Врунгеля» на відеокасетах та без реставрації. 3 1990 року мультфільм випущено в СРСР і в Росії на відеокасетах кіновідеооб'єднанням «Крупний план», та з 1995—1999 роках спільно з компанією «ВідеоМир» також без реставрації. Також в середині 1990-х років мультфільм випущений студією «Studio PRO Video» на VHS у відеозбірнику «Кращі радянські мультфільми» разом з мультфільмом «Кошеня з вулиці Лизюкова» також без реставрації. Також випущено на VHS та DVD компаніями «Мастер Тейп» і «Твік Лірек» також без реставрації. Також випущені також без реставрації на DVD компаніями «ІДДК», «RUSCICO», «Кінотавр Відео», «Відеосінтез» та «Дівайс».
(DVD\Blu-ray; з повною реставрацією зображення та звуку)
Мультфільм повністю відреставровано і перевипущено на DVD та Blu-ray кіновідеооб'єднанням «Крупний план» у цифровій і високій якості зображення та звуку. Воно перевипущено в системі звуку Dolby Digital 5.1, Dolby Digital 1.0, DTS HD 5.1 без субтитрів та додаткових матеріалів.
Інше
У 1990-і роки випущено також на VCD спільно з компанією «Лізард».